# Clostera curtula
Clostera curtula és una espècie de lepidòpter ditrisi de la família dels notodòntids (Notodontidae) que es troba a d'Europa fins a Sibèria.

## Descripció
La femella fa 27-35 mm d'envergadura alar, el mascle fa 14-17 mm. Vola des de l'abril fins al setembre, depenent de la ubicació, fins a 1800 m.
Les larves s'alimenten de pollancres, trèmols i salzes.

## Galeria

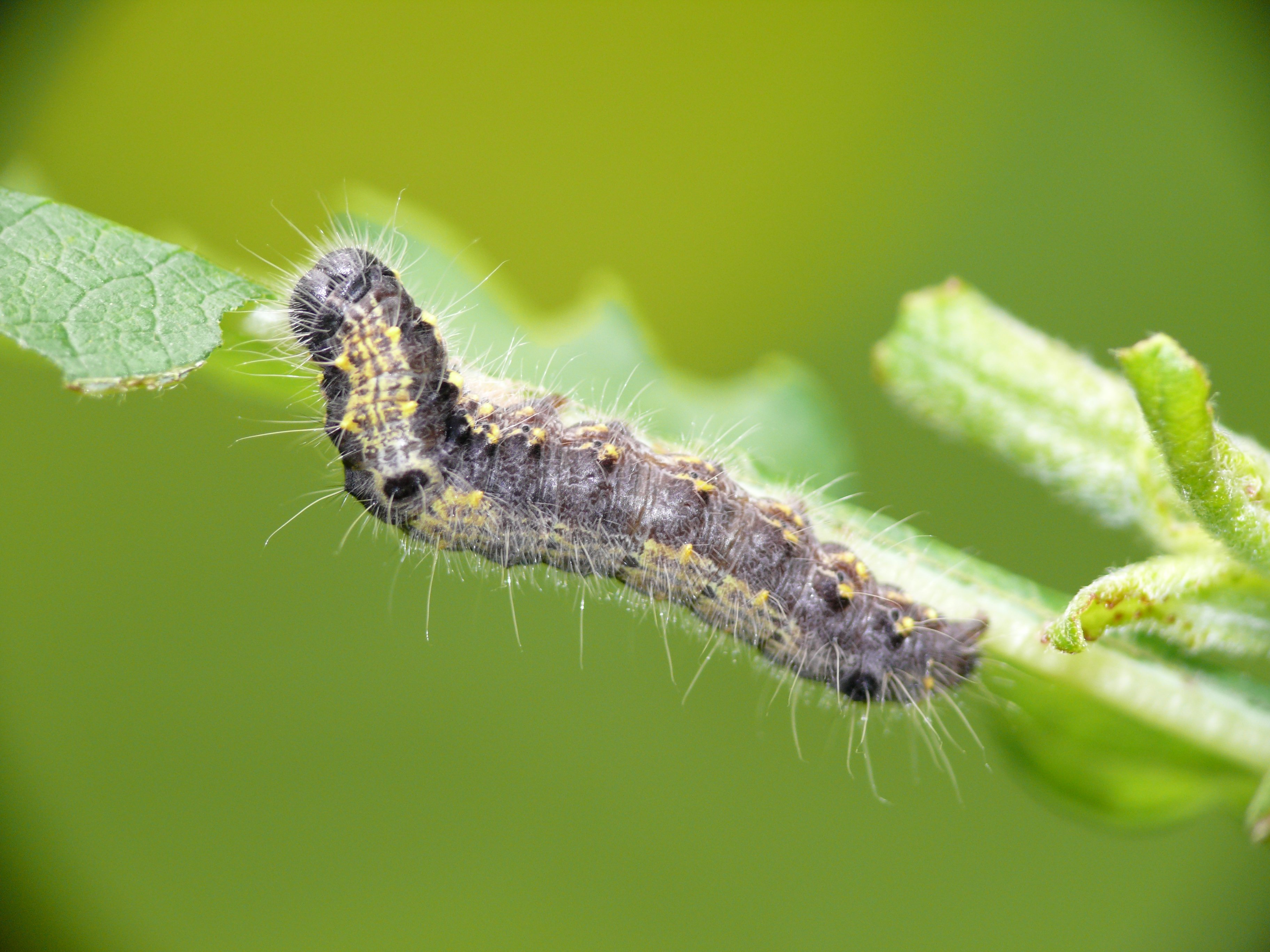
Clostera curtula, larva
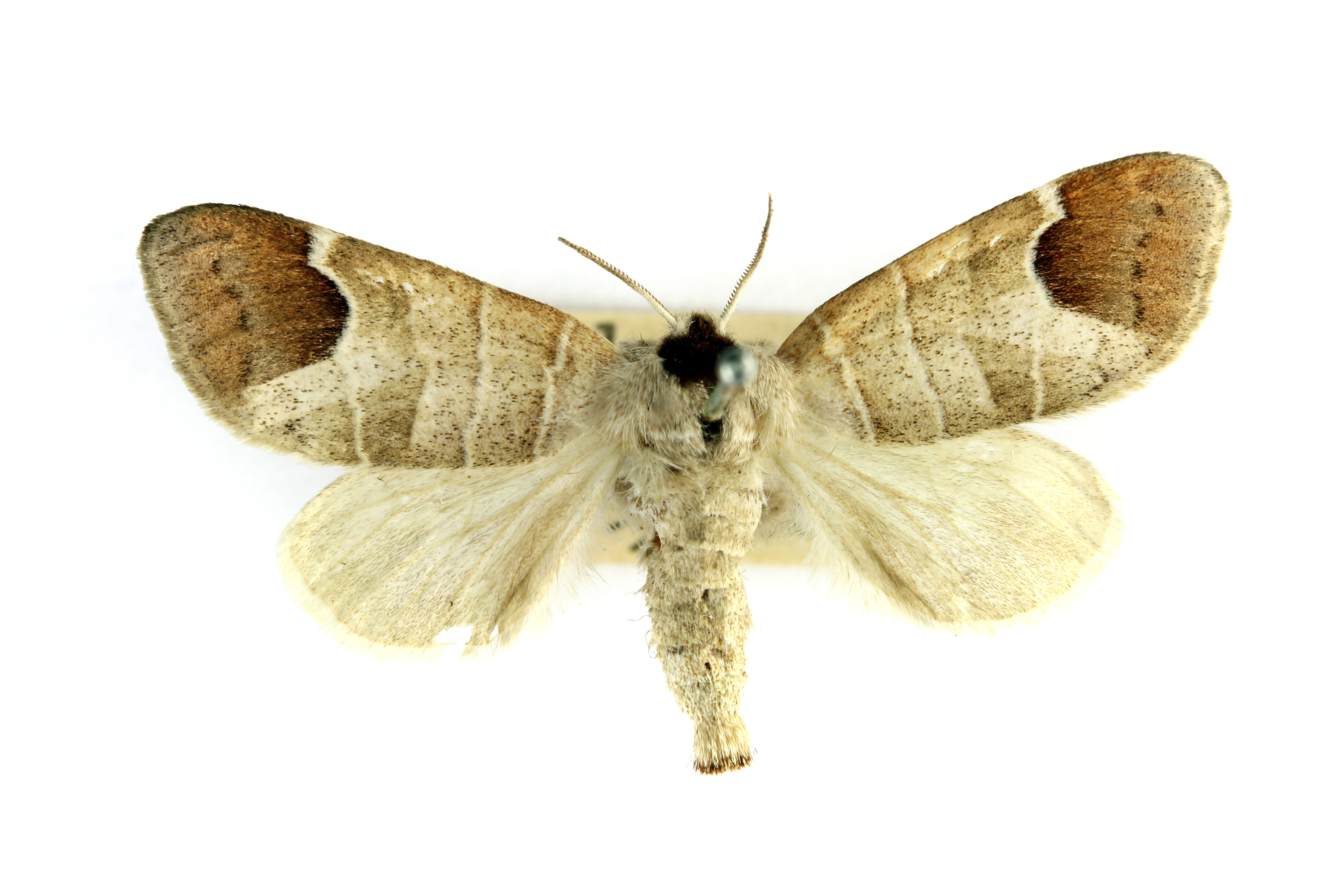
Clostera curtula
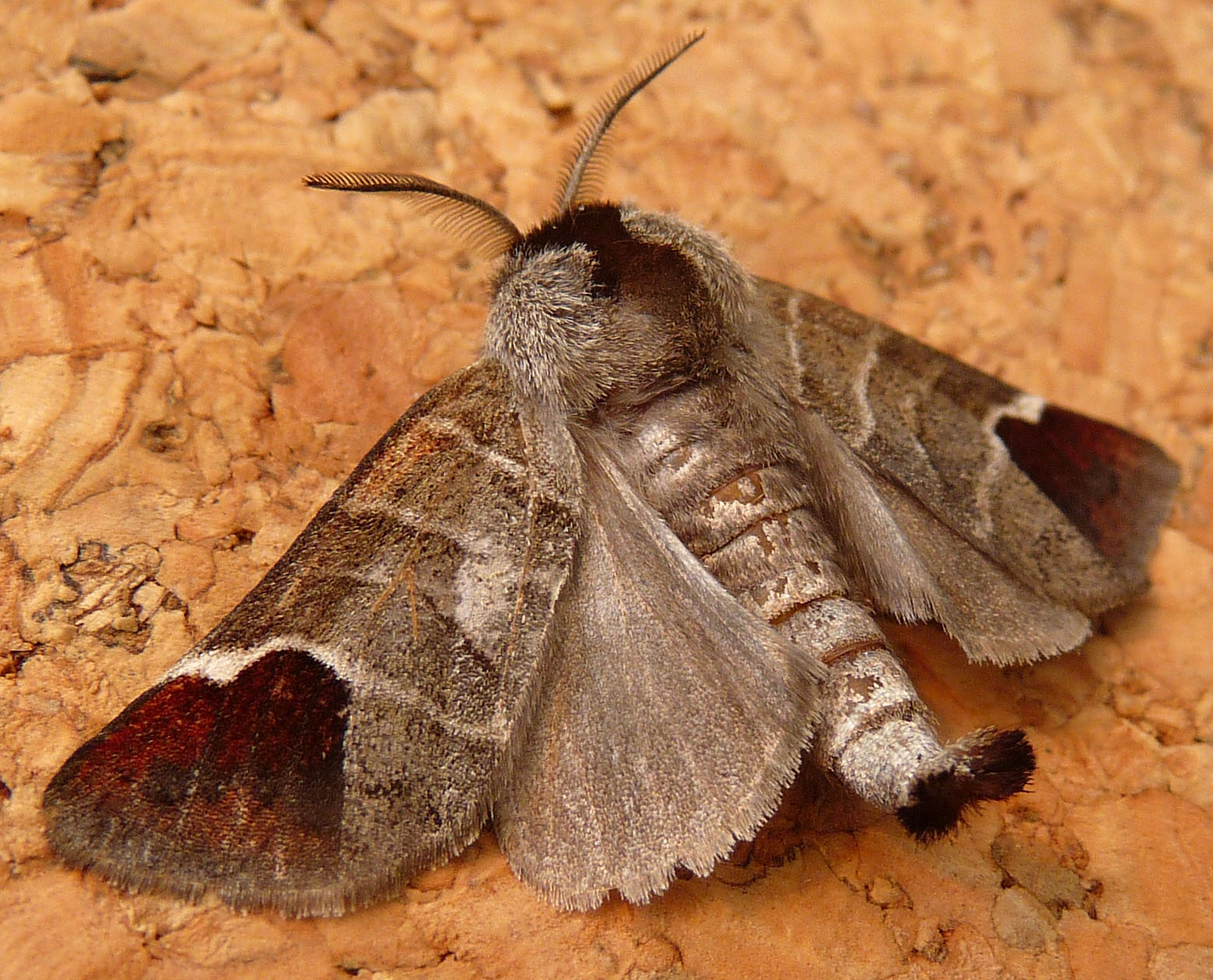
Clostera curtula
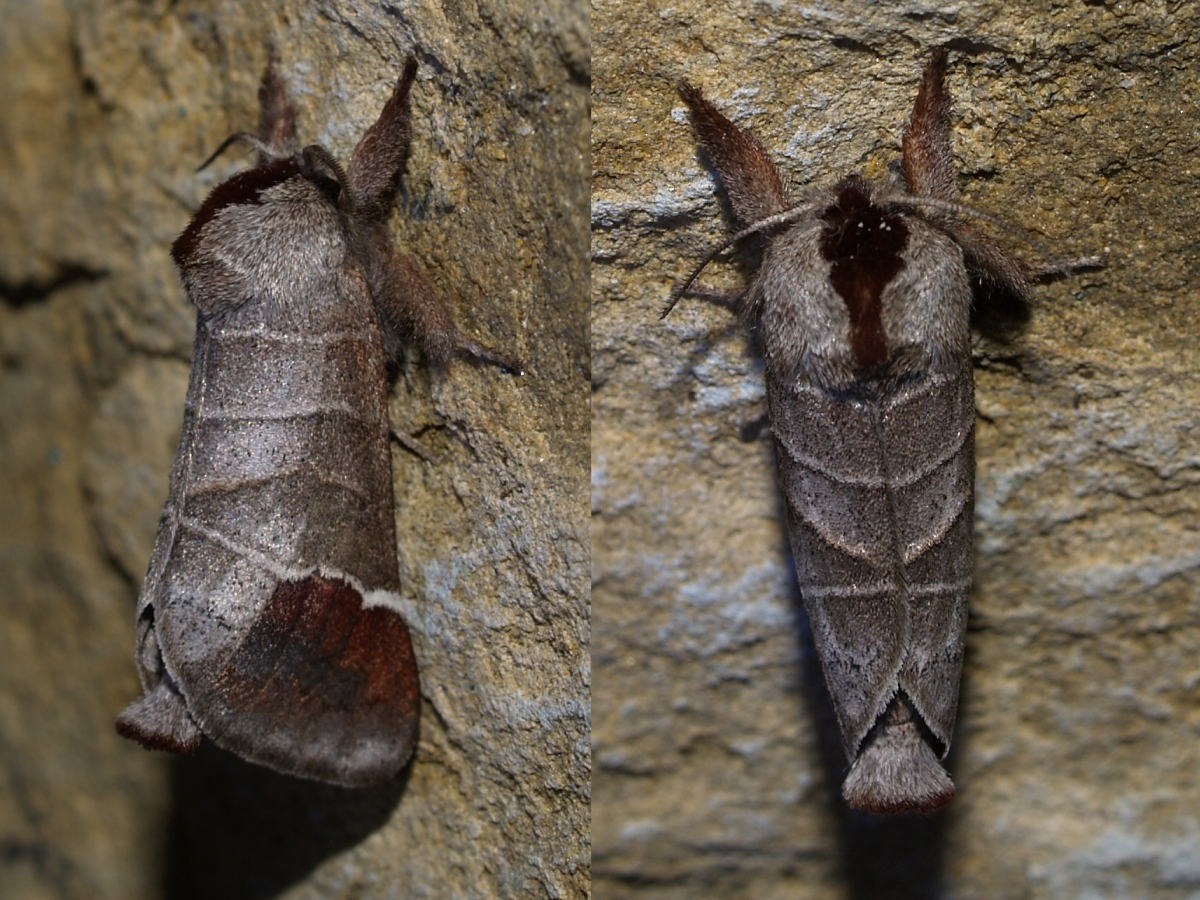
Clostera curtula
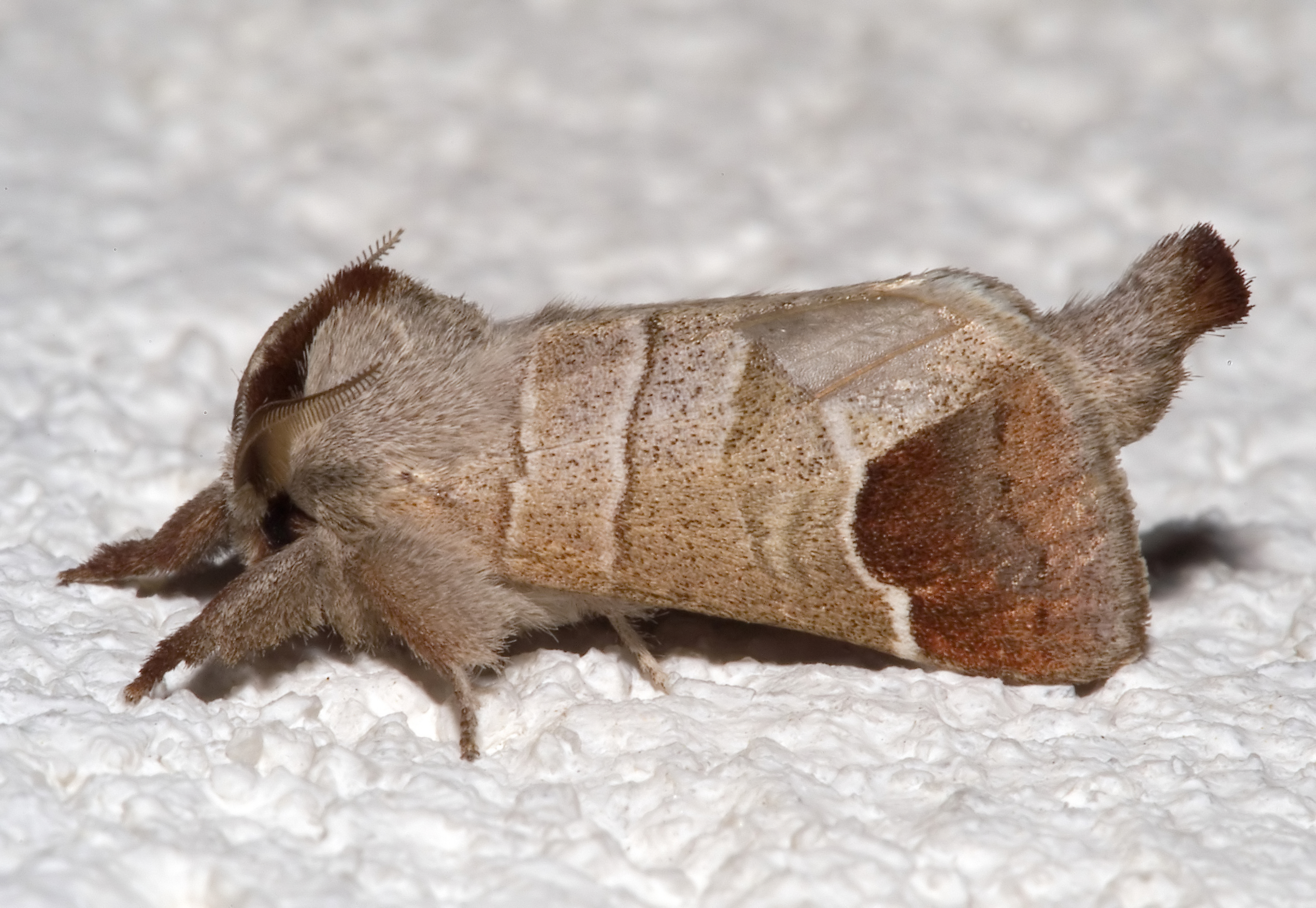
Clostera curtula